# Amchové z Borovnice
Amchové z Borovnice jsou stará česká vladycká rodina, později rytířská pocházející z Plzeňska.

## Historie
První zmínky o rodě pocházejí z poloviny 15. století, kdy je připomínán Ryneš z Borovnice, nejstarší doložený předek rodu. Ještě v tomto století se Amchové z Borovnice přestěhovali na Kouřimsko a Čáslavsko, kde získali Svojšice. Václav Amcha z Borovnice byl na počátku 16. století hejtmanem Kouřimského kraje. V roce 1564 byly Svojšice prodány Arnoštem Amchou z Borovnice. Nadále Amchové vlastnili Češov a Milčice, později i Předboř. Po Bílé hoře jim byla velká část majetku zkonfiskována. Roku 1657 byli bratři Vilém Hendrych a Burian Heralt povýšeni do rytířského stavu. Jan Matyáš v 18. století vlastnil Nejepín, Bečkov a Novou Ves. Jeho syn Jan Tadeáš byl posledním příslušníkem rodu, po jeho smrti rod vymřel.

## Erb
V Erbu Amchů z Borovnice se v barevné kombinaci modré na červené nachází znamení podkoního, hřeblo s pěti zuby.